# Canzone per te (canção de 1968)
"Canzone per te" é uma canção composta por Sergio Endrigo e Sergio Bardotti. Foi defendida por Endrigo em parceria com o brasileiro Roberto Carlos no Festival de Sanremo de 1968, do qual foi vencedora. Foi lançada em um compacto simples com a canção "L’ultima cosa" no lado B.

## Posição nas paradas musicais

### Parada de fim de ano
| Parada (1968) | Posição | Artista        |
| ------------- | ------- | -------------- |
| Itália        | 29      | Sergio Endrigo |
| Itália        | 48      | Roberto Carlos |

A versão de Roberto Carlos conquistou a terceira posição entre as mais vendidas na Argentina.